# Nikolajew-Bucht
Die Nikolajew-Bucht (russisch Бухта Николаева Buchta Nikolajewa) ist eine Bucht an der Leopold-und-Astrid-Küste des ostantarktischen Prinzessin-Elisabeth-Lands. 
Russische Wissenschaftler benannten sie. Der Namensgeber ist nicht überliefert.